# Війна під дахами
«Війна під дахами» (рос. «Война под крышами») — білоруський радянський художній фільм 1967 року режисера Віктора Турова. Перший фільм дилогії, знятої за мотивами роману Олеся Адамовича.

## Сюжет
Після захоплення значної частини СРСР німецькими військами завідувачка аптеки Ганна Корзун починає допомагати партизанам, передаючи їм медикаменти і інформацію, кожен день піддаючи ризику себе і своїх дітей…

## У ролях
- Ніна Ургант — Ганна Михайлівна Корзун
- Єлизавета Уварова — пані Жігоцька
- Любов Малиновська — Любов Карпівна
- Катерина Васильєва — Надя
- Дмитро Капка — дідусь Тодаро
- Олександр Дем'яненко — Павло
- Михайло Матвєєв — Віктор
- Олександр Захаров — Толя Корзун
- Володимир Мартинов — Олексій
- Володимир Маслов — Казик Жігоцький
- Володимир Белокуров — Борис Стрєльцов
- Яніс Грантіньш — Шумахер
- Дмитро Орлов — пан Жігоцький
- Віктор Чекмарьов — Пуговіцин
- Володимир Піцек — начальник поліції
- Юрій Горобець — комісар

## Творча група
- Сценарій: Олесь Адамович
- Режисер: Віктор Туров
- Оператор: Сергій Петровський
- Композитор: Андрій Волконський